# Houldizy
Houldizy ist eine französische Gemeinde mit 404 Einwohnern (Stand 1. Januar 2022) im Département Ardennes in der Region Grand Est (vor 2016 Champagne-Ardenne). Sie gehört zum Arrondissement Charleville-Mézières, zum Kantons Charleville-Mézières-2 und zum Gemeindeverband Ardenne Métropole.

## Geographie
Die Gemeinde Houldizy liegt am Südfuß der Ardennen, fünf Kilometer nordwestlich des Stadtzentrums von Charleville-Mézières. Umgeben wird Houldizy von den Nachbargemeinden Arreux im Norden, Damouzy im Osten und Süden sowie von Tournes im Westen.

## Bevölkerungsentwicklung
| Jahr                      | 1962 | 1968 | 1975 | 1982 | 1990 | 1999 | 2009 | 2018 |
| ------------------------- | ---- | ---- | ---- | ---- | ---- | ---- | ---- | ---- |
| Einwohner                 | 171  | 193  | 245  | 279  | 328  | 331  | 340  | 382  |
| Quelle: Cassini und INSEE |      |      |      |      |      |      |      |      |

## Kultur
Jedes Jahr im August findet in Houldizy ein Straßentheaterfestival statt.

## Sehenswürdigkeiten

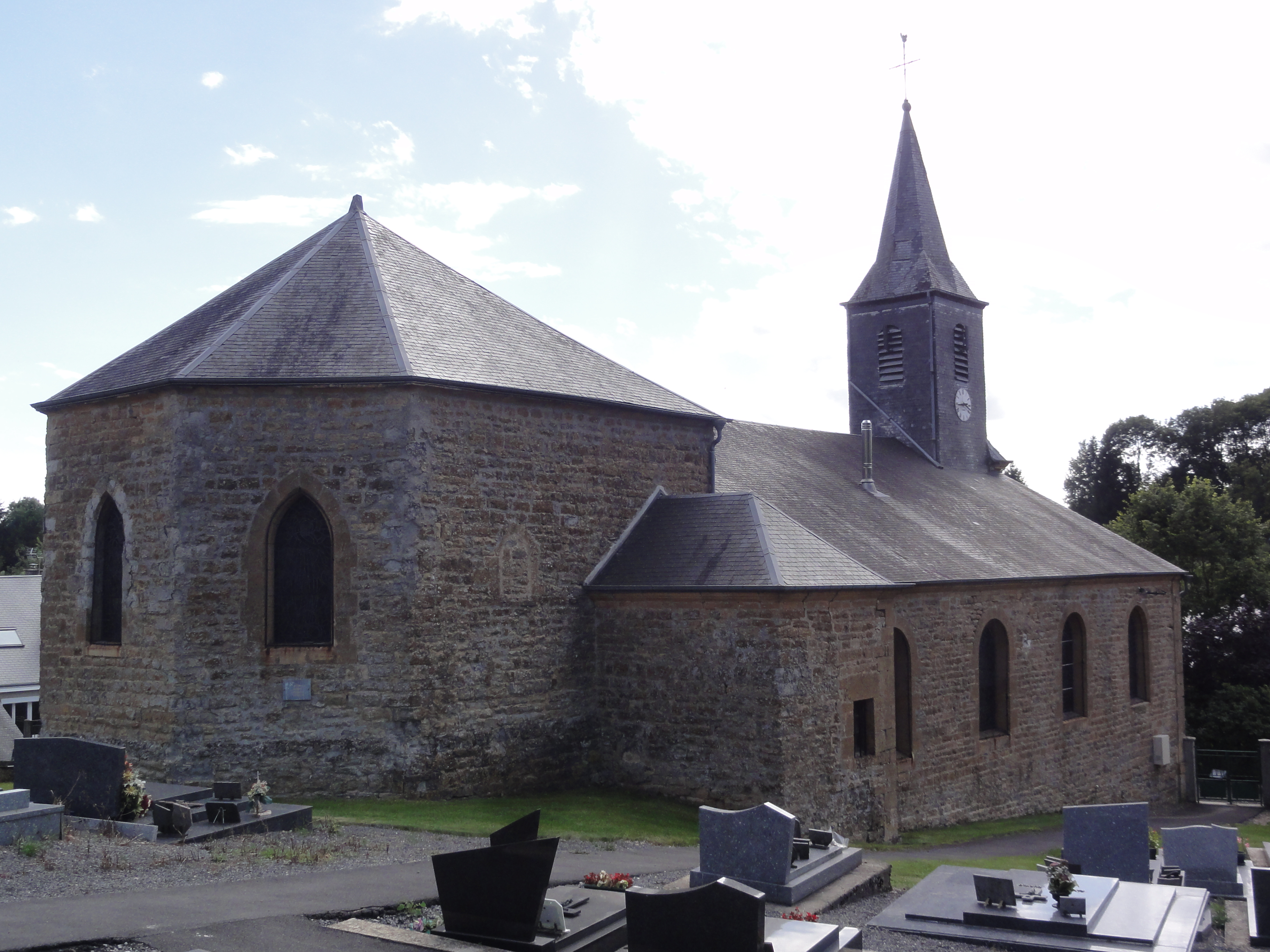
Kirche Saint-Luc

- Kirche Saint-Luc